# The Band

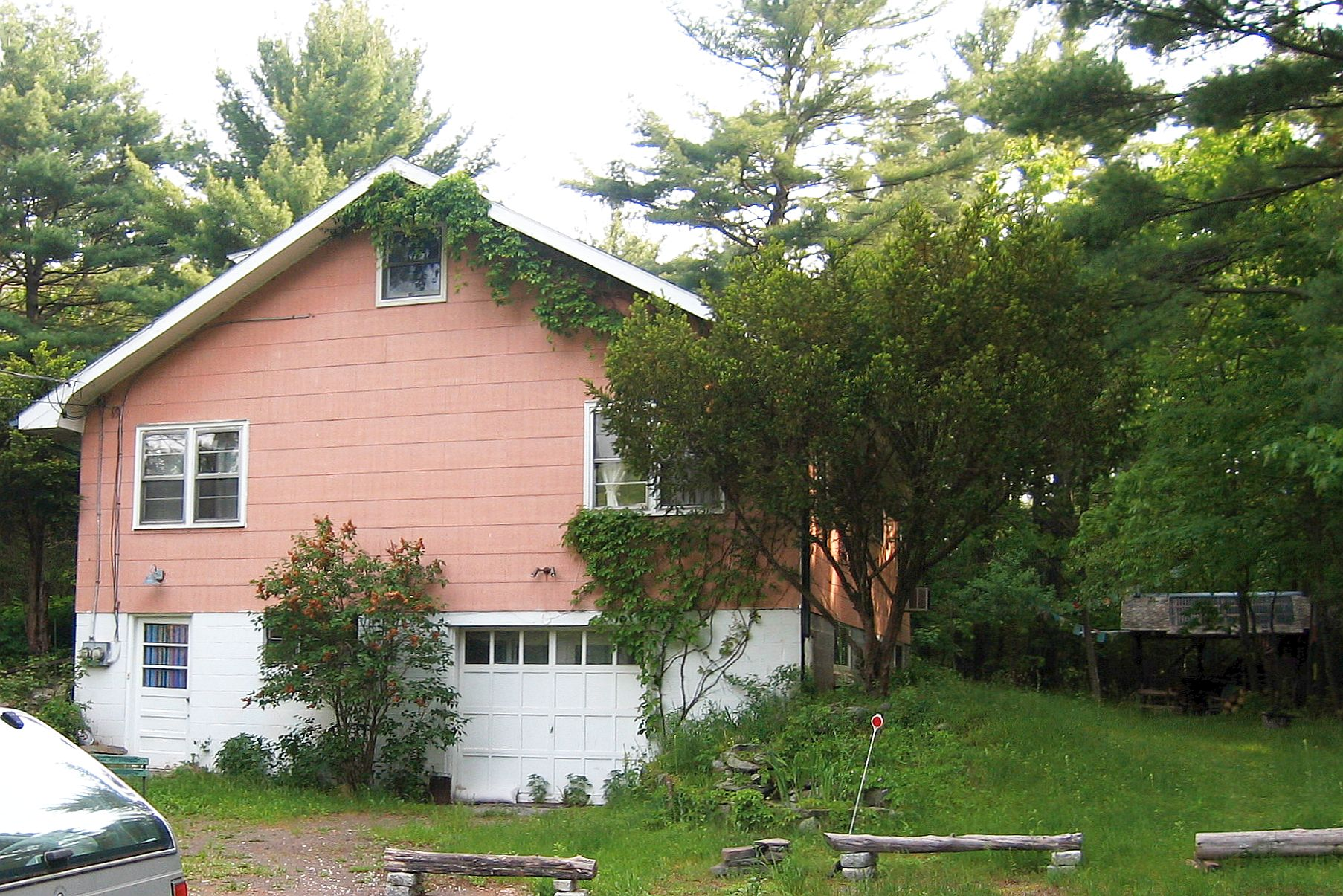
Big Pink, het huis in Woodstock

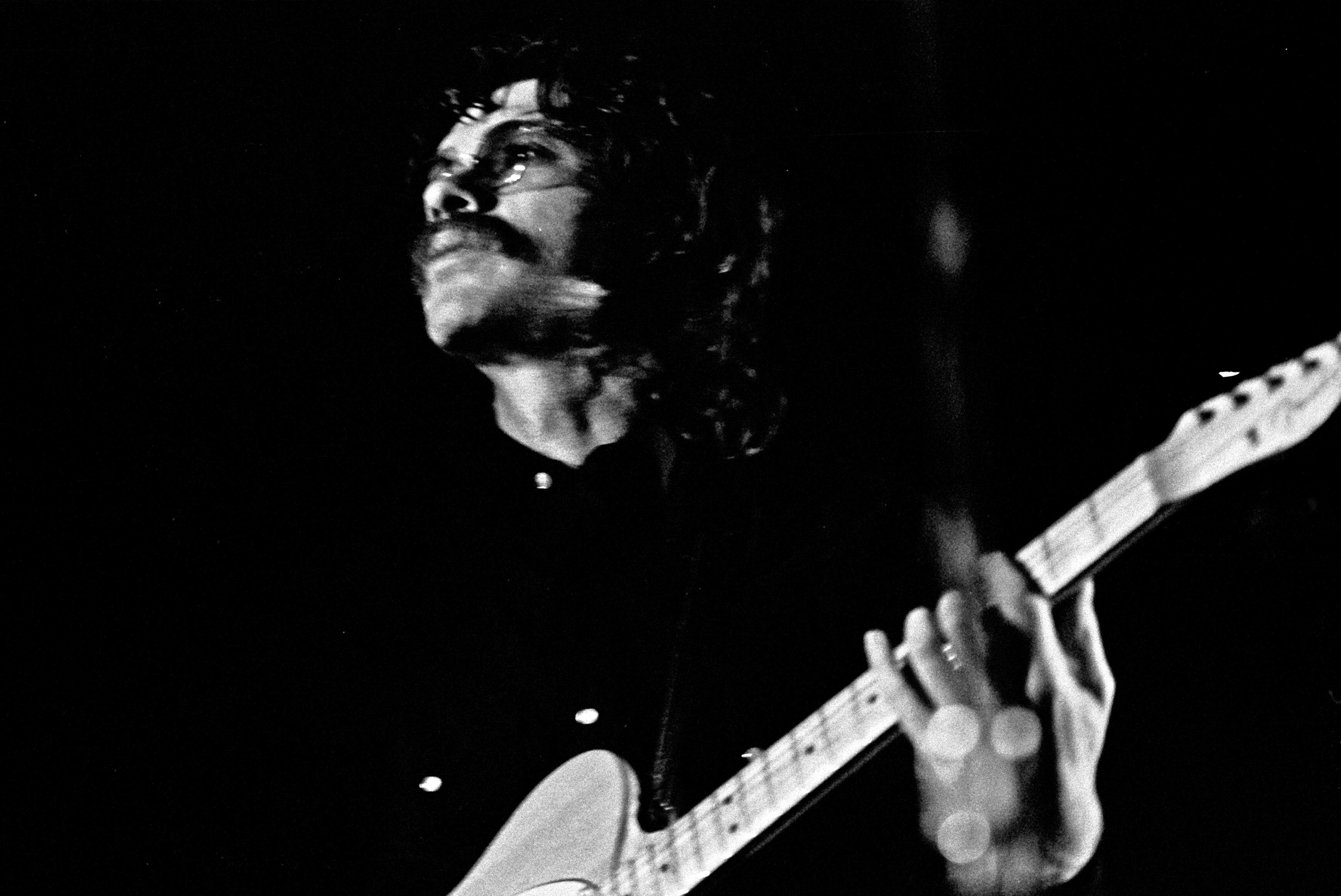
Robbie Robertson, 1971

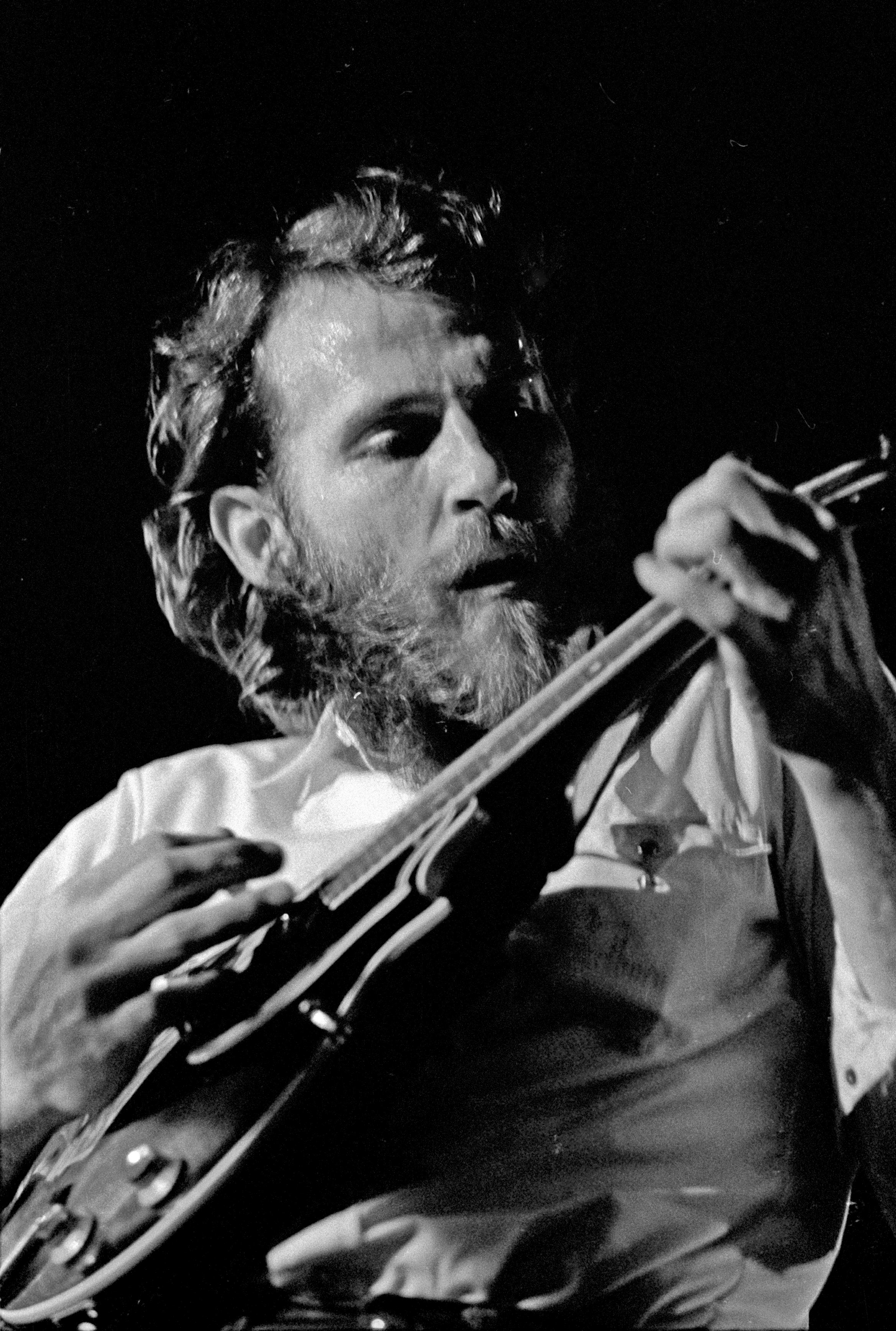
Levon Helm, 1971

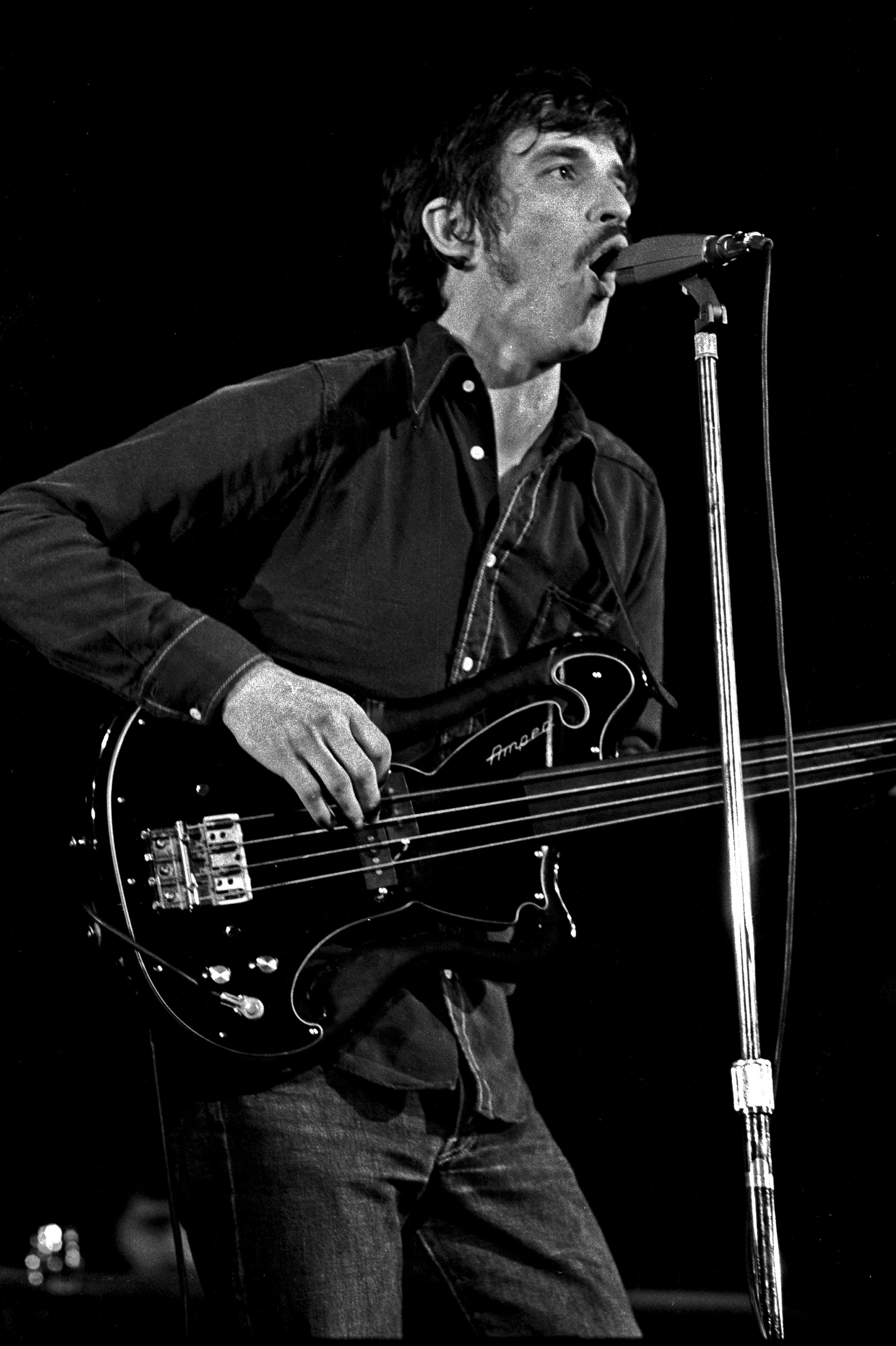
Rick Danko, 1971

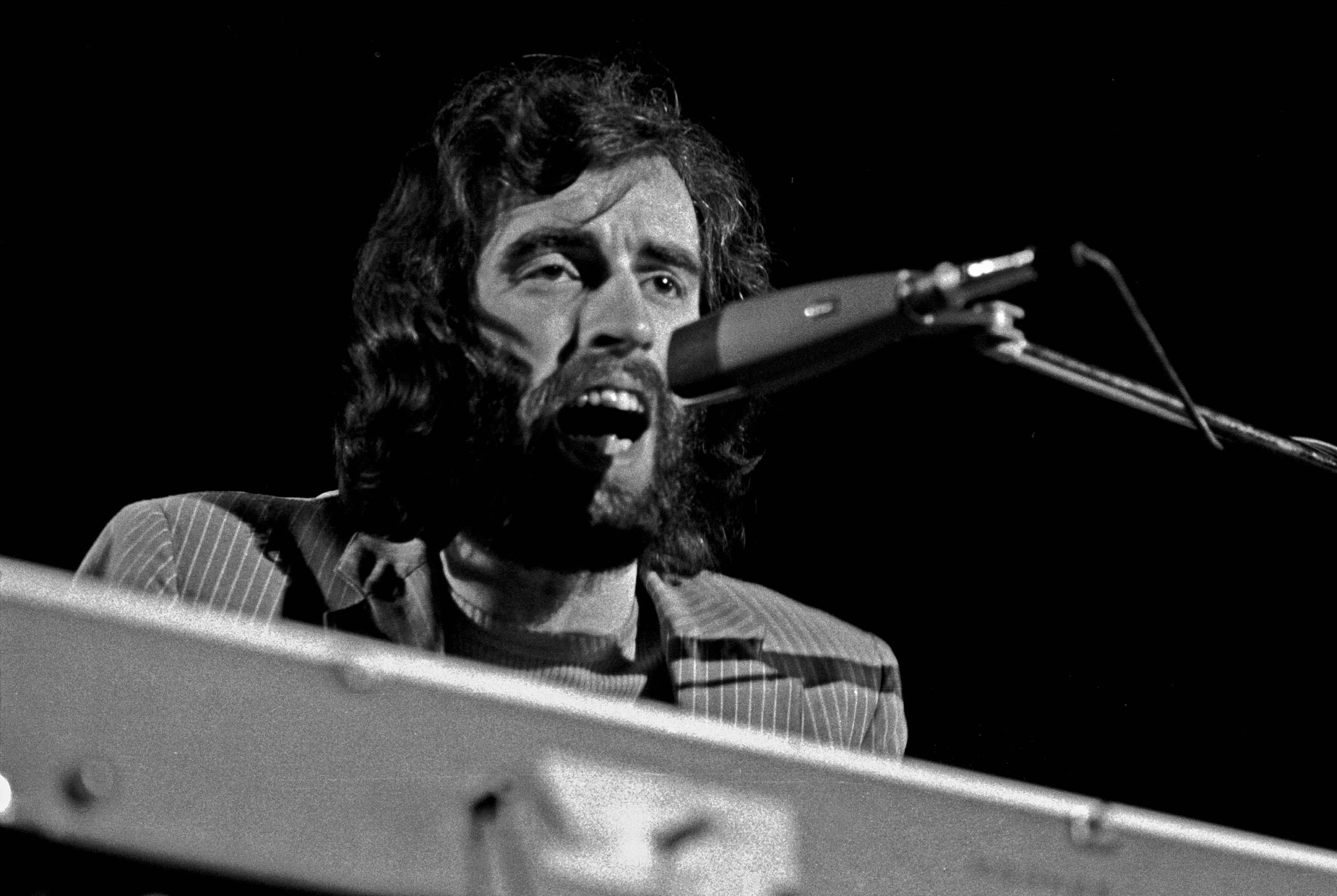
Richard Manuel, 1971

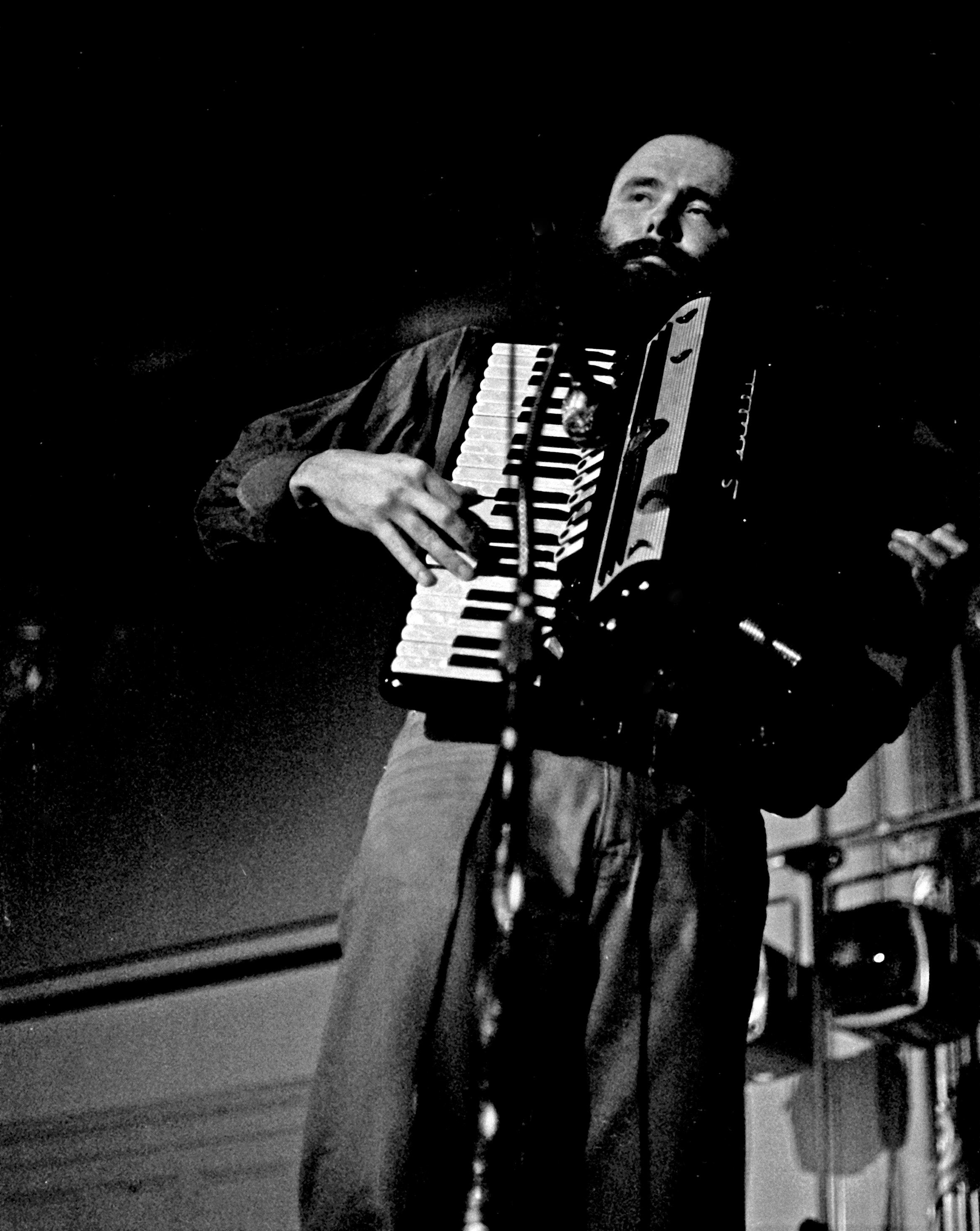
Garth Hudson, 1971

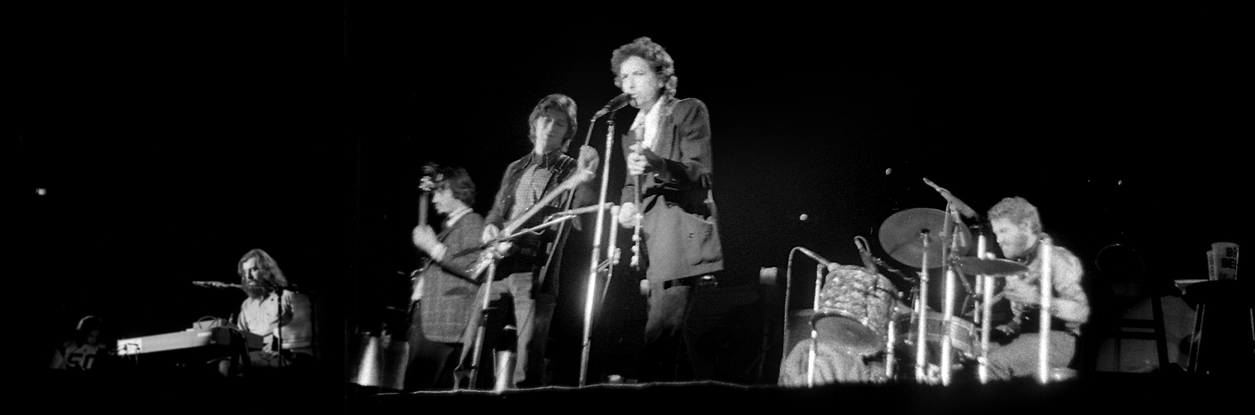
The Band met Bob Dylan in 1974, v.l.n.r. Richard Manuel, Rick Danko, Robbie Robertson, Bob Dylan, Levon Helm. Niet zichtbaar op de foto: Garth Hudson

The Band was een Canadees-Amerikaanse rockband, die onder die naam bestond van 1968 tot 1976 en daarna in gewijzigde samenstelling van 1983 tot 1999.
Zij maakten voor het eerst naam in de tweede helft van de jaren zestig als begeleidingsgroep van Bob Dylan, nadat ze al eerder als The Hawks de band waren geweest van Ronnie Hawkins. Ze werden later op eigen kracht zeer invloedrijk als vertolkers van Americana en zorgden mede voor het opleven van de belangstelling voor diverse vormen van Amerikaanse traditionele muziek. In hun muziek versmolt country met folk, blues en rock-'n-roll.

## Beschrijving
The Band bestond uit vier Canadezen:
- Rick Danko (1943-1999) - basgitaar, viool, trombone, zang
- Garth Hudson (1937-2025) - keyboard/orgel, piano, clavinet, accordeon, synthesizer, saxofoon
- Richard Manuel (1943-1986) - piano, mondharmonica, drums, saxofoon, keyboard, zang
- Robbie Robertson (1943-2023) - sologitaar, piano

en de uit Arkansas afkomstige
- Levon Helm (1940-2012) - drums, mandoline, gitaar, basgitaar, zang.

Naast hun 'vaste' instrument (hier als eerste genoemd) bespeelden zij allemaal diverse andere instrumenten, zodat ze vaak van plaats konden wisselen. Vooral de klassiek opgeleide Hudson was een buitengewoon veelzijdig musicus. Zijn wonderlijke orgelklanken gaven de muziek een speciale klankkleur die door velen is nagebootst, maar door bijna niemand geëvenaard. Manuel, Danko en Helm, elk met een zeer markant stemgeluid, deelden de vocale partijen en Robertson, die zelden solo's zong, was de voornaamste componist en tekstschrijver. Producer John Simon (wel het zesde Band-lid genoemd) nam ook als sessiemuzikant op piano of saxofoon aan sommige opnamen deel.
De stijl van The Band kenmerkte zich, vooral op de eerste albums, door hun beheersing van allerlei instrumenten en hun aan gospelmuziek ontleende manier van zingen, waarbij zij de melodielijnen aan elkaar overgaven. Samen met bands als The Allman Brothers Band, The Byrds, The Flying Burrito Brothers, Grateful Dead, Creedence Clearwater Revival, Buffalo Springfield, Poco en Little Feat zorgde The Band voor een kritisch en vernieuwend geluid en een commercieel succes dat later werd opgepakt en verder gepolijst door onder meer The Eagles.
Een echte 'leider' had The Band niet, al is in de loop der jaren wel gesuggereerd dat het creatieve brein Robbie Robertson dan wel de enthousiasmerende Levon Helm de leiding had. Zeker de eerste jaren waren de vijf eensgezind en zonder onderlinge hiërarchie bezig met het maken, arrangeren en polijsten van hun muziek. Toen later spanningen ontstonden door botsende ego's, stress bij optredens en vooral drank- en drugsgebruik, sloop animositeit de groep binnen die op den duur leidde tot ontbinding van The Band en ook daarna een lange nasleep had.

## Geschiedenis

### Eerste jaren
The Band formeerde zich voor het eerst onder de naam The Hawks, als begeleidingsband van de uit Arkansas afkomstige rockabillyzanger Ronnie Hawkins (1935-2022), een populaire grootheid in Canada met Toronto als basis. Helm, ook uit Arkansas, was de eerste van de groep die zich bij Hawkins aansloot, spoedig gevolgd door de nog zeer jonge Robertson. Ze kregen een warme vriendschap, die "zo dichtbij broederschap kwam als maar mogelijk was", zoals Robertson decennia later verklaarde. Manuel en Danko kwamen na enige tijd ook bij de Hawks, en de vijfmans formatie werd afgerond door de komst van Hudson. Hij had de meeste muzikale kennis en wierp zich op als 'muziekleraar' van de anderen, vooral om zijn familie tevreden te stellen, die alleen van klassieke muziek wilde weten.
De groep maakte zich in 1964 los van Hawkins en trad op onder allerlei namen. Aanvankelijk noemden ze zich The Levon Helm Sextet. Het zesde lid was saxofonist Jerry Penfound (1937-1994), die niet lang bleef. De groep, vooral Garth Hudson, beheerste zoveel instrumenten, dat er geen behoefte was aan een aparte saxofonist. Later heetten ze Levon and the Hawks en The Canadian Squires. Ze hadden weinig commercieel succes, totdat Bob Dylan hun vroeg mee te werken aan een serie concerttournees van september 1965 tot februari 1966 in de Verenigde Staten en Canada en daarna in april en mei 1966 door Australië en Europa. Deze optredens markeerden Dylans transitie van "folkie" naar "rocker". Vanwege deze concerten is hij lange tijd verguisd door dogmatische aanhangers van folkmuziek, die luidop te kennen gaven dat ze het gebruik van elektrische gitaren en versterkers niet accepteerden. De optredens verliepen zo tumultueus dat drummer Levon Helm zich in november 1965  terugtrok, omdat hij genoeg kreeg van de scheldpartijen. Hij werd vervangen door Bobby Gregg, die al na een maand plaatsmaakte voor Sandy Konikoff, en later Mickey Jones. Het bleek al snel dat Helm niet kon worden gemist. Hij werd opgespoord op een booreiland en gaf uiteindelijk toe aan de smeekbeden om zijn plaats weer in te nemen.  
Toen Dylan in de zomer van 1966 een motorongeluk kreeg en langere tijd uitgeschakeld was, trok de groep, inclusief de teruggekeerde Helm, zich min of meer noodgedwongen terug in Big Pink, het huis dat Danko, Hudson en Manuel huurden in West Saugerties in Woodstock in de staat New York. Hier namen ze met Dylan tientallen nieuwe songs op, de vaak gekopieerde Basement Tapes. Hoewel ze hun eerste platencontract met Capitol Records tekenden als The Crackers ("it was a silly name", erkende Helm later), werd hun groepsnaam uiteindelijk het even bescheiden als onbescheiden The Band.

### Albums
Hun eerste echte studioalbum, Music from Big Pink (1968), genoemd naar het huis waarin ze in Woodstock woonden en werkten, werd enthousiast ontvangen door publiek, critici en medemuzikanten. Eric Clapton verkondigde zelfs dat deze LP zijn leven had veranderd. Hij bevatte drie nummers van Dylan (Tears Of Rage, I Shall Be Released en het samen met Rick Danko geschreven This Wheel's on Fire) en enkele nummers van Richard Manuel. De rest stond op naam van Robbie Robertson, waaronder hun bekendste klassieker The Weight, die later ook op de soundtrack van Dennis Hoppers film Easy Rider kwam te staan. Robertson ontwikkelde zich op de volgende albums tot de voornaamste songcomponist en tekstschrijver, hoewel alle vijf Bandleden een aandeel hadden in de uiteindelijke vorm en sound van de songs.
Na het succes van Music from Big Pink vertrok The Band naar Los Angeles om in de studio van een van Sammy Davis jr. gehuurd huis het vervolgalbum op te nemen: The Band (1969). Het hele album, van de 'rustieke' hoes tot de nummers en hun arrangementen, was een afwijzing van de toentertijd prevalerende hippie-cultuur van Californië. Het bevatte songs over het 'platteland', de Amerikaanse Burgeroorlog (The Night They Drove Old Dixie Down) en de arme landarbeiders die hun lot in handen gaven van de vakbonden (King Harvest Has Surely Come). Dit album, door de kleur van de hoes ook bekend als "The Brown Album", wordt algemeen als het hoogtepunt van hun werk beschouwd.
Na het uitbrengen van hun tweede album volgde een tournee, waarin ze voor het eerst zelf de hoofdact waren. De hieruit voortkomende spanningen, het meest gevoeld door Robertson die deze met hypnose probeerde te bestrijden, hadden grote invloed op hun volgende album, waarvan de titel Stage Fright (1970) boekdelen spreekt.

### Impasse
Volgens sommigen was dit het laatste 'klassieke' werk van The Band en stelde al het volgende enigszins teleur. Van Cahoots (1971) was een aantal songs gewijd aan de toenemende ongerustheid voor de toekomst van de aarde, maar ondanks deze duidelijke milieuboodschap werd dit album minder goed ontvangen dan de vorige. De groep leek in een creatieve impasse te verkeren.
Dat bleek ook uit de volgende twee albums. Op het live-album Rock Of Ages (1972), opgenomen tijdens een concert op oudejaarsavond 1971, werd gebruikgemaakt van een uitbundige blazerssectie onder leiding van Allen Toussaint. De muziek werd opzwepend uitgevoerd, maar het enige nog onbekende nummer Get Up Jake was een "left over" uit de tijd van het 'brown album'. Ook geen nieuw eigen werk bracht Moondog Matinee (1972), dat uitsluitend covers van beroemde songs van anderen bevatte. Het album eindigde met Sam Cookes A Change is Gonna Come, waarmee werd gesuggereerd dat de dip spoedig voorbij zou zijn.
Ondertussen leidde hernieuwde samenwerking met Bob Dylan, die was overgestapt van Columbia naar het label Asylum Records van Robertsons vriend David Geffen, in 1973-1974 tot het studio-album Planet Waves, een gezamenlijke tournee en het live-dubbelalbum Before the Flood.  
Met Northern Lights - Southern Cross (1975) bleek dat de impasse inderdaad was overwonnen, zoals bij het nummer Acadian Driftwood, waarin The Band als vanouds schitterde in het aan elkaar doorgeven van lange melodielijnen. Niettemin had de vermoeidheid toegeslagen, vooral bij Robertson die het leven 'on the road' een "goddamn impossible way of life" noemde. Ook andere Bandleden bleken slecht opgewassen tegen de druk die hun status als megasterren met zich meebracht: Manuel raakte verslaafd aan alcohol en Danko aan drugs. Hun laatste studio-album Islands (1977) vertoont dan ook alle sporen van een werk dat uitsluitend vanwege contractuele verplichtingen tot stand is gekomen, al staat er ook een gedenkwaardig nummer op als The Saga of Pepote Rouge.

### The Last Waltz
Op initiatief van vooral Robbie Robertson besloot The Band in 1976 zichzelf als groep op te heffen en zich te richten op individuele projecten, al zagen de meesten dat toen niet als een definitief einde van de samenwerking. De Bandleden namen afscheid in Winterland in San Francisco met een groots concert "The Last Waltz" op 24 november, de Amerikaanse nationale feestdag Thanksgiving. Hierbij werd The Band geholpen door een compleet orkest en een lange lijst van gasten, onder wie Ronnie Hawkins, Bob Dylan, Muddy Waters, Neil Young, Joni Mitchell, Dr. John (Mac Rebennack), Van Morrison, Eric Clapton, Paul Butterfield, Neil Diamond, Bobby Charles, Ronnie Wood, Ringo Starr en de dichters Lawrence Ferlinghetti, die het gedicht Loud Prayer voordroeg, en Michael McClure.
Het concert werd op film opgenomen door Martin Scorsese en tezamen met interviews en enkele studio-opnamen, waaraan ook The Staple Singers en Emmylou Harris deelnamen, uitgebracht als film The Last Waltz en een drie-dubbel album.
Na nog het bovengenoemde studio-album Islands en een speciale, door Richard Manuel gezongen versie van de klassieker Georgia On My Mind voor presidentskandidaat Jimmy Carter gingen de bandleden uit elkaar. Het was niet de bedoeling de groep volledig op te heffen: in The Last Waltz Refrain zong Richard Manuel "It's the last waltz, but that don't mean the party is over". Toch werd het plan om door te gaan als studioband geen werkelijkheid. "Everybody just forgot to come back", verklaarde Robertson later.

## Problemen
Op het hoogtepunt, rond 1970, stond The Band in zeer hoog aanzien bij een grote groep muzikale fijnproevers, maar bijna nog meer bij popcritici en collega-muzikanten. Zo verklaarde Eric Clapton, die geregeld met hen samenwerkte, meer dan eens dat hij het allerliefst lid van The Band zou zijn geworden. Voor het publiek waren ze een groep ijverige musici zonder sterallures, die liever hard met elkaar werkten aan perfectionering van hun songs dan achter drank en vrouwen aan te gaan. Later werd duidelijk dat ook zij toch niet ongevoelig waren voor de aandacht van groupies en de verlokkingen van drank en drugs. Ook hier ging dit gepaard met een verlies aan frisheid en creativiteit. Vooral Richard Manuel en Rick Danko konden hun verslaving moeilijk de baas. Robbie Robertson en Garth Hudson waren de meest gedisciplineerde muzikanten in de groep. Dat Robertson te kennen gaf dat hij genoeg had van het rondtrekken met "this alcoholic freakshow" luidde het einde in van The Band in zijn oorspronkelijke samenstelling, ook al werd dat einde groots gevierd.

### De breuk Helm – Robertson
Het feit dat Robertson als de voornaamste schrijver van de songs en teksten de rechten had op het merendeel van de composities, zou later een bron van veel onenigheid tussen de leden worden. De anderen hadden er spijt van dat zij na het uiteenvallen van The Band hun rechten voor een eenmalige afkoopsom aan Robertson hadden verkocht. Levon Helm gaf jarenlang lucht aan zijn verbittering. Zijn argument was dat de muziek van The Band het resultaat was van intensief groepswerk en dat de songs van de groep in gezamenlijkheid tot stand waren gekomen. Bij talloze gelegenheden uitte hij openlijk zijn frustraties jegens Robertson, die daarop nauwelijks reageerde. Alleen merkte hij op dat iedereen keurig was betaald en daarmee had ingestemd, maar dat niet iedereen goed met zijn geld was omgesprongen. Het zorgde ook bij de fans tot een tweedeling, waarbij de charismatische Helm een grote aanhang had die Robertson als een kwade genius ging zien. Pas toen Robertson een bezoek bracht aan Helms sterfbed op 15 april 2012 kwam er een soort verzoening tot stand. Helm overleed vier dagen later. In zijn boek Testimony (2017) en vooral in de filmdocumentaire Once were Brothers (2019) gaf Robertson zijn visie op de vete en de verloren vriendschap, zoals Helm dat eerder had gedaan in het samen met de rockjournalist Stephen Davis geschreven This Wheel's On Fire (1993, tweede herziene druk 2000).

### Garth Hudson
De enige die nooit een rol speelde in de problemen was het oudste Band-lid Garth Hudson ("Honey Boy"). Hij maakte gewoon zijn muziek, was met iedereen op goede voet en bleef door alles heen de onverstoorbare muzikant waarop de groep kon bouwen. Tegelijk was hij een excentrieke figuur die niet de schijnwerpers zocht, maar van alle leden van The Band de meeste muzikale kennis en vaardigheden had en die altijd genereus aan zijn collega's overdroeg. Volgens velen is de herkenbare instrumentale sound van The Band vooral aan hem te danken.

## NaThe Last Waltz

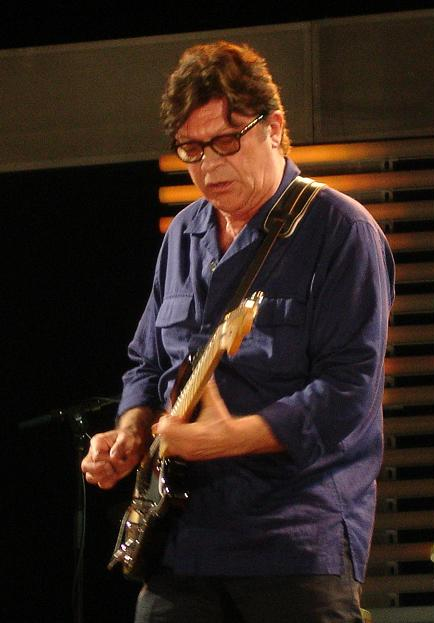
Robbie Robertson in 2007

### Solo
Na The Last Waltz gingen de leden van The Band ieder hun eigen weg, al waren ze ook op elkaars albums te horen.
Als soloartiest was Robbie Robertson aanvankelijk het meest succesvol van de vijf, als producer (Beautiful Noise van Neil Diamond) en als schrijver van soundtracks voor films van Scorsese, alvorens in 1987 terug te keren als muzikant met een goed ontvangen en naar hemzelf genoemd soloalbum. Ook zijn tweede album Storyville was artistiek geslaagd. Het geeft een indruk hoe de muziek van The Band zich misschien zou hebben ontwikkeld als de groep in ongewijzigde samenstelling was blijven voortbestaan. Toen hij zijn Indiaanse afkomst ging onderzoeken, leidde dit tot twee albums waarin hij probeerde een synthese tot stand te brengen tussen de muziek van de Native Americans en de rockmuziek.
Levon Helm boekte succes als acteur in Coal Miner's Daughter (de biografische film van Michael Apted over Loretta Lynn) en maakte met wisselend resultaat een aantal soloalbums. Ook de andere Band-leden bleven muziek maken, zij wisselden sessie-werk af met optredens. Rick Danko bracht ook enkele soloalbums uit. Ook Garth Hudson deed dat, samen met zijn vrouw "Sister" Maud Hudson (die in 2022 overleed). De muziek van de wendbare muzikant Hudson had weinig meer te maken met die van The Band.

### The 'reunited' Band

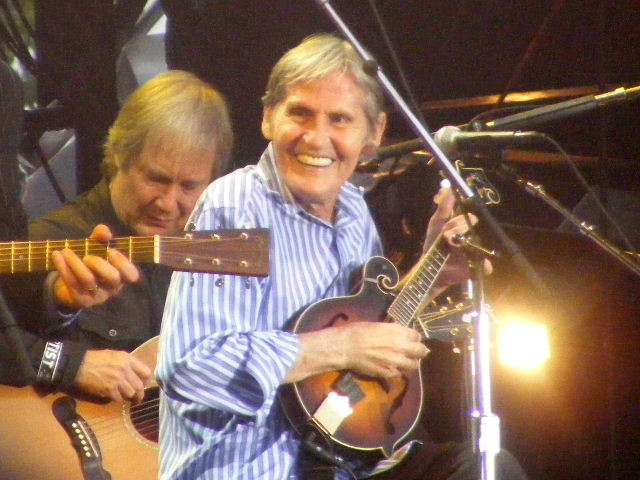
Levon Helm in 2009

In 1983 werd The Band, zonder Robertson, door Levon Helm weer bij elkaar gebracht en begon weer te toeren in een acht-mansformatie: Levon Helm, Rick Danko, Richard Manuel en Garth Hudson, aangevuld met The Cate Brothers (Earl Cate, gitaar en Ernie Cate, keyboards), Ron Eoff, basgitaar en Terry Cagle, drums. Tijdens een van deze tournees, op 4 maart 1986, pleegde Richard Manuel, die weer cocaïne was gaan gebruiken en depressief was geraakt, zelfmoord in een hotelkamer in Florida.
Als zanger was Manuel nauwelijks te vervangen (ondanks de hulp van Blondie Chaplin in de rest van dat jaar), maar als pianist werd hij opgevolgd door Stan Szelest, oud-lid van The Hawks, die op zijn beurt op 20 januari 1991 overleed door een hartaanval. Hij werd tijdens een tournee vervangen door Billy Preston, die op dat moment echter zoveel problemen met justitie had, dat hij niet kon ingaan op de uitnodiging om vast lid van The Band te worden.
The Band bleef ook na Manuels dood optreden, maar de roem van vroeger was voorbij. Ze werden meestal geboekt voor voorprogramma's van andere artiesten, waar de oorspronkelijke Band zelf de hoofdact was geweest. Rond 1990 werd voor het platenlabel Sony een nieuw album Tombstone opgenomen, met als producer en songwriter Jules Shear, die naast Danko en Helm ook een deel van de zang voor zijn rekening nam. Het werd gevuld met negen nieuwe studionummers en een live-opname uit 1983 van Richard Manuel, You don't know me. Het album werd nooit uitgebracht, onder meer door de dood van Szelest tijdens de opnamen, maar vooral doordat Sony het nieuwe materiaal verwierp. Sony schoof diverse andere songschrijvers naar voren, maar na deze vernedering vroeg The Band om ontbinding van het contract. Enkele nummers van Tombstone werden opnieuw opgenomen voor de albums die de groep later in de jaren negentig uitbracht. In 2005 verscheen het oorspronkelijke Tombstone als webaudio-bootleg.

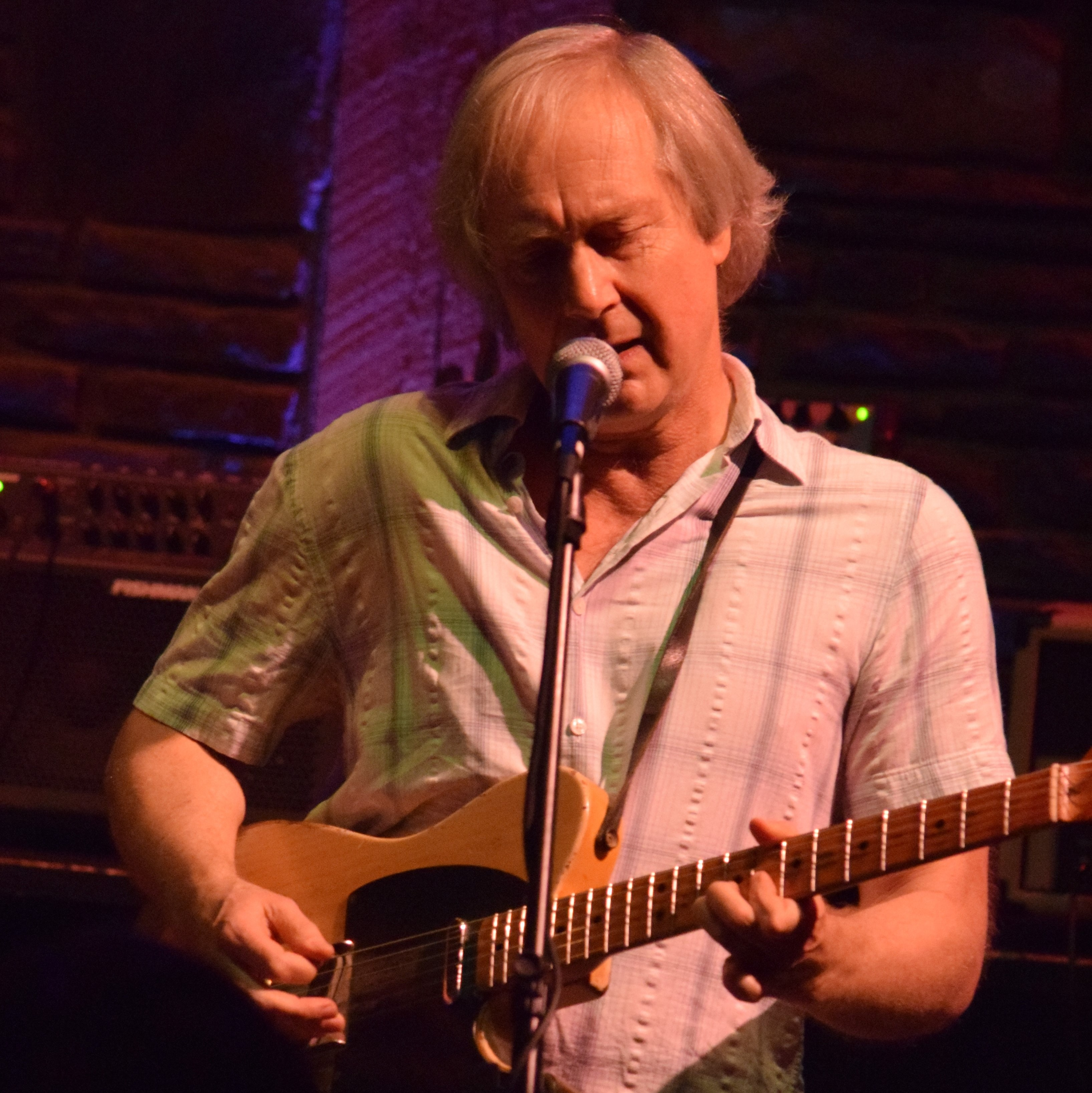
Jim Weider in 2015

### Bobfest 1992
Op 16 oktober 1992, in Madison Square Garden in New York, leverde The Band een bijdrage aan een groot evenement: het jubileumconcert ter ere van het feit dat Bob Dylan dertig jaar eerder zijn eerste opname had uitgebracht. Een lange rij beroemdheden trad op met een eigen interpretatie van een Dylan-song. The Band, die door Eric Clapton werd aangekondigd met een verwijzing naar Music from Big Pink, koos When I Paint My Masterpiece van het album Cahoots. Het optreden is vastgelegd op het album The 30th Anniversary Concert Celebration en een video/dvd.
The Band presenteerde zich op dit "Bobfest" met, naast Helm, Danko en Hudson, drie nieuwe leden: de Amerikanen Randy Ciarlante (drums, zang) en Jim Weider (gitaar) en de Canadees Richard Bell (piano en accordeon). De laatstgenoemde had deel uitgemaakt van de begeleidingsband And Many Others van Ronnie Hawkins (na The Hawks) en later van The Full Tilt Boogie Band van Janis Joplin. 

### Albums
Pas in 1993 bracht The Band, voor het eerst sinds The Last Waltz en Islands, weer een album uit: Jericho. Na het mislukte Tombstone was de groep teruggekeerd naar de herkenbare mix van rock-, blues-, country- en popmuziek met een stevige ritmische basis. Net als op de volgende albums High On The Hog (1996) en Jubilation (1998), die eveneens vooral covers en weinig nieuw materiaal bevatten, was de muzikale uitvoering op Jericho vlekkeloos, maar ontbrak volgens velen de 'ware geest'. Het leek erop dat The Band zonder Robbie Robertson niet in staat was nieuw materiaal te componeren dat de vergelijking met hun eerste albums kon doorstaan. Robertson was wel door Danko uitgenodigd om mee te doen. Hij gaf te kennen dat hij de nieuwe Band alle goeds toewenste, maar dat The Last Waltz voor hem een echt afscheid had betekend. Hij had zich in een andere richting ontwikkeld en wilde niet meer meedoen. Jaren later zei hij in een interview:
"Ik heb het heel triest gevonden dat de rest zonder mij nog als een soort coverband heeft opgetreden. Zelf was ik allang bezig met andere dingen".
Zelfs als Robertson deelname had overwogen, zou Levon Helm, die nog jarenlang met verbittering over hem bleef spreken, dat niet geaccepteerd hebben. Toen The Band in 1994 werd opgenomen in de Rock and Roll Hall of Fame, traden Robertson, Danko en Hudson daarbij op met Clapton, maar Helm was niet aanwezig.

### Einde van The Band
Op 10 december 1999 verloor The Band nog een lid toen Rick Danko op 56-jarige leeftijd stierf na een leven vol drugsproblemen. Daarmee was de groep definitief ten einde.
Richard Bell (61), die sinds 1991 lid van The Band was geweest, stierf op 15 juni 2007 aan de ziekte van Kahler. 
Levon Helm zette zijn muzikale carrière voort en behaalde in het eerste decennium van de 21e eeuw, ondanks gezondheidsproblemen, zijn grootste artistieke successen van na The Band. Voor zijn laatste prestaties, de albums Dirt Farmer, Electric Dirt en Ramble At The Ryman, waarin hij zijn oude vorm weer teruggevonden had, ontving hij in 2008, 2009 en 2011 Grammy Awards. Helm (71) overleed op 19 april 2012 aan de gevolgen van de keelkanker waartegen hij sinds 2005 vocht. Op zijn sterfbed vond nog een soort verzoening plaats met Robertson.
Robbie Robertson maakte in de 21e eeuw de goed ontvangen albums How to Become Clairvoyant (2011) en Sinematic (2019). In het autobiografische boek Testimony (2016) en de dvd Once Were Brothers: Robbie Robertson and The Band (2019) reflecteerde hij op zijn carrière en op zijn relatie met de leden van The Band, ook op de bittere vete met Levon Helm. Hij bleef samenwerken met Martin Scorsese voor het maken van soundtracks voor speelfilms. Op 9 augustus 2023 stierf Robertson op 80-jarige leeftijd aan kanker.
Op 21 januari 2025 overleed de 87-jarige Garth Hudson in een verzorgingstehuis, zodat van de vijf oorspronkelijke leden niemand meer in leven is.
Jim Weider, die tot 2012 sologitarist bleef van The Levon Helm Band, heeft de vijfmansformatie The Weight Band opgericht (soms aangevuld met Randy Ciarlante) die de herinnering aan The Band levend houdt en in dezelfde stijl nieuw repertoire speelt.

## Eerbewijzen
The Band (in de oorspronkelijke samenstelling) werd in 1989 ingewijd in de Canadian Music Hall of Fame en in 1993 in de Rock and Roll Hall of Fame.

## Discografie

### Voor 1968
- Uh-Uh-Uh / Leave Me Alone, single, Ware, 1964 (The Canadian Squires)
- The Stones I Throw / He Don't Love You, single, Atco, 1965 (Levon and the Hawks)
- Go Go Liza Jane / He Don't Love You, single, Atco, 1968 (Levon and the Hawks)
- From Bacon Fat to Judgement Day, Other Peoples Music, 2011 (documentaire uitgave van 8 cd's en 1 dvd over Levon and the Hawks)

### The Band
- Music from Big Pink, Capitol, 1968
- The Band, Capitol, 1969
- Stage Fright, Capitol, 1970
- Cahoots, Capitol, 1971
- Rock of Ages (live), Capitol, 1972
- Moondog Matinee, Capitol,  1973
- Northern Lights - Southern Cross, Capitol, 1975
- Islands, Capitol, 1977
- The Last Waltz (live / studio), Warner, 1978

### Compilaties en documentaire uitgaven
- To Kingdom Come: The Definitive Collection, Capitol, 1989
- Across the Great Divide (drie cd's), Capitol, 1994
- Greatest Hits, Capitol, 2000
- The Band,  A Musical History (vijf cd's met dvd), Capitol, 2005
- Collected (drie cd's met dvd), samenstelling Leo Blokhuis (NL), 2013

Naast deze albums zijn van The Band talloze compilaties, "Best of"-albums, live-concertopnamen en illegaal opgenomen bootlegs verschenen.

### The Band ('reunited')
- Jericho, Pyramid, 1993
- High on the Hog, Pyramid/Rhino, 1996
- Jubilation, River North, 1998

### The Band / Bob Dylan
- Planet Waves, Asylum, 1974
- Before the Flood (live), Asylum, 1974
- The Basement Tapes (opn. 1967-75), Columbia, 1975

### Solo-albums

#### Rick Danko
- Rick Danko, Arista, 1977
- Danko/Fjeld/Andersen (met Jonas Fjeld en Eric Andersen), Mercury/Polygram, 1991
- Ridin' on the Blinds (met Jonas Fjeld en Eric Andersen), Grappa, 1994
- In Concert, Woodstock, 1997
- Live on Breeze Hill, Woodstock, 1999
- Times Like These, Breeze Hill, 2000 (postuum)
- Cryin' Heart Blues, Other People's Music, 2005 (postuum)
- Tin Angel, Floating World, 2011 (compilatie, 2 cd's)

#### Levon Helm
- Levon Helm & The RCO All-Stars, ABC, 1977
- Levon Helm, ABC, 1978
- American Son, MCA, 1980
- Levon Helm, Capitol, 1982
- Souvenir, Woodstock, 1997
- The Ties That Bind (compilatie), Raven, 1999
- Dirt Farmer, Vanguard, 2007 (Grammy Award 2008, Best Traditional Folk Album)
- Electric Dirt,  Dirt Farmer Music / Vanguard, 2009 (Grammy Award 2010, Best Americana Album)
- Ramble At The Ryman, Vanguard, 2011 (Grammy Award 2011, Best Americana Album)

#### Garth Hudson
- The Sea to the North, Breeze Hill, 2001
- Live at the Wolf, Other People's Music, 2005

#### Richard Manuel
- Whispering Pines, Other People's Music, 2002 (compilatie, postuum)

#### Robbie Robertson
- Robbie Robertson, Geffen, 1987
- Storyville, Geffen, 1991
- Music for the Native Americans, Capitol, 1994
- Contact from the Underworld of Red Boy, Capitol, 1998
- Classic Masters (compilatie), Capitol, 2002
- 20th Century Masters (compilatie), Universal, 2006
- How To Become Clairvoyant, 429 Records, 2011
- Sinematic, Universal, 2019

#### Jim Weider
- Big Foot, Moon Haw, 1998
- Remedy, Moon Haw, 2002
- Percolator, Moon Haw, 2005
- Pulse, Moon Haw, 2009
- World Gone Mad, Must Have Music, 2018 (met The Weight Band)
- Shines Like Gold, Independent, 2022 (met The Weight Band)

### Dvd's
- Classic Albums: The Band, Eagle Rock, 1997
- The Band - The Authorized Biography, Capital Cities/ABC Video, 2000

| Dvd's met hitnoteringen in de Nederlandse DVD Music Top 30 | Datum van verschijnen | Datum van binnenkomst | Hoogste positie | Aantal weken | Opmerkingen |
| ---------------------------------------------------------- | --------------------- | --------------------- | --------------- | ------------ | ----------- |
| The Last Waltz (Martin Scorsese)                           | 2002                  | 02-11-2002            | 3               | 10           |             |

### NPO Radio 2 Top 2000
| Nummer met noteringen in de NPO Radio 2 Top 2000 | '99 | '00 | '01 | '02 | '03 | '04 | '05 | '06 | '07 | '08 | '09 | '10 | '11 | '12 | '13 | '14 | '15 | '16 | '17 | '18 | '19 | '20 | '21 | '22 | '23 | '24 |
| ------------------------------------------------ | --- | --- | --- | --- | --- | --- | --- | --- | --- | --- | --- | --- | --- | --- | --- | --- | --- | --- | --- | --- | --- | --- | --- | --- | --- | --- |
| The Weight                                       | 734 | 938 | 901 | 565 | 783 | 902 | 706 | 848 | 832 | 774 | 781 | 794 | 933 | 508 | 323 | 324 | 352 | 348 | 356 | 759 | 784 | 677 | 740 | 858 | 727 | 879 |

1. ↑  Een vetgedrukt getal geeft de hoogste notering aan.

## Filmografie
- D.A. Pennebaker: Eat the Document (1972) - over de tumultueuze wereldtournee van Bob Dylan en The Band in 1966.
- Martin Scorsese: The Last Waltz (1978) - "rockumentary" over het afscheidsconcert van The Band in 1976.
- Gregory & Barbara Hall: The Band (1995) - documentaire over de geschiedenis van The Band, met naast The Band o.a. Eric Clapton, Emmylou Harris, George Harrison, John Hammond, Todd Rundgren, Ringo Starr.
- Bob Smeaton: Festival Express (2003) - "rockumentary" over het rijdende rockfestival per trein door Canada in 1970, met o.a. The Band, Janis Joplin, Buddy Guy, Grateful Dead en The Flying Burrito Brothers.
- Daniel Roher: Once Were Brothers: Robbie Robertson and The Band (2019) - documentaire met naast The Band o.a. Martin Scorsese, Bob Dylan, Bruce Springsteen, Eric Clapton, Peter Gabriel, David Geffen, Van Morrison, Ronnie Hawkins e.a.

## Over The Band
- Craig Harris: The Band: Pioneers of Americana Music. Rowman & Littlefield, 2014. ISBN 978-0-8108-8904-0
- Levon Helm, Stephen Davis: This Wheel's On Fire. William Morrow & Co., 1993. ISBN 1-556-52405-6
  - 2e druk: Chicago Review Press, 2000 ISBN 0-688-14070-X
- Barney Hoskyns: Across The Great Divide. The Band and America. Viking / Penguin, 1993. ISBN 0-670-841447. Hyperion, 1993. ISBN 0-7868-8027-9
  - 2e druk: Vintage / Ebury, 2003. ISBN 0-7126-0540-1.
- Greil Marcus: Mystery Train - Images of America in Rock'n'Roll Music. Plume / Faber and Faber, 1990, 1997, 2000, 2008.
- Greil Marcus: Invisible Republic: Bob Dylan's Basement Tapes. - Henry Holt & Co, 1997/1998. ISBN 0805033939 / ISBN 1402882939. Picador, 1997, ISBN 1402882939
  - Nederlandse vertaling: Stemmen uit de kelder, Nijgh & Van Dithmar, 1997.
- Neil Minturn, Michael J. Budds: The Last Waltz of the Band. Pendragon Press, 2005. ISBN 1576470938
- John Niven: Music from Big Pink. Continuum, 2005. ISBN 082641771X (roman)
- Robbie Robertson: Testimony. Knopf, 2016. ISBN 978-030740139-7
- Jason Schneider: Whispering Pines: The Northern Roots of American Music... from Hank Snow to The Band. ECW Press, 2009. ISBN 978-1550228748
- Ian Wallis - The Hawk: The Story of Ronnie Hawkins & the Hawks. Quarry Press, 1996.